# Pokazivački uređaj
Pokazivački uređaj ili pokaznik je ulazna jedinica kod računala koja služi za upravljanje pokazivačem na zaslonu za radnje kao što su  "pritiskanje" virtualnih gumbova na zaslonu u dijaloškim okvirima, izabiranju stavka s izbornika i izabiranja raspona ćelija u radnom listu ili skupinu znakova ili riječi u dokumentu. To mogu biti miš, upravljačke palice (trackpoint), pomična kuglica (računalna kuglica) i dr.dodirna pločica (upravljačka dodirna površina - touchpad) i dr. Može se konfigurirati postavke pokazivačkih uređaja konfiguracije gumba, brzine pritiskanja te opcija pokazivača.